# Donker klaverblaadje
Het donker klaverblaadje (Macaria alternata, vroeger Semiothisa alternaria) is een nachtvlinder uit de familie Geometridae, de spanners. De spanwijdte bedraagt tussen de 22 en 27 millimeter. De vlinder lijkt sterk op het klaverblaadje (Macaria notata) en is te onderscheiden door de bredere dwarsband en de grijzere basiskleur van de vlinder.
De vlinder vliegt in twee genereatie van eind april tot en met begin september. Waardplanten van de rups zijn verschillende soorten loofbomen met een voorkeur voor de berk en wilg. Het donker klaverblaadje is in zowel Nederland als België een algemene vlinder.